# Röcken
Röcken este o comună în Saxonia-Anhalt, Germania

## Personalități
- Friedrich Nietzsche (1844-1900), filosof